# La partita (romanzo)
La partita è un romanzo dello scrittore italiano Alberto Ongaro, pubblicato nel 1986.
Nello stesso anno il romanzo ha vinto il Premio Campiello.

## Trama
Il romanzo è ambientato a Venezia nel XVIII secolo. 
Nel tentativo di recuperare i suoi beni persi al gioco dal padre, un giovane signore veneziano, Francesco Sacredo, tenta anche lui una partita con la bella contessa Matilde Von Wallenstein.
Perde la sfida e la nobildonna diviene di diritto la proprietaria del giovane che si mette in fuga per sottrarsi a un destino di privazioni. Il protagonista ottiene una lettera di raccomandazione dal suo maestro Bottazzo per farsi ospitare dal parrucchiere e suo ex allievo Gaetano Salvini nella dimora di Via del Po, a Torino. Da qui Sacredo muove in Francia in una nuova partita contro il fato e contro la solitudine.

## Opere derivate
Dal libro è stato tratto nel 1988 un film omonimo, con Matthew Modine (Francesco Sacredo), Faye Dunaway, (Contessa Von Wallenstein), Jennifer Beals (Lady Olivia Candioni), Corinne Cléry Jacqueline; musiche di Pino Donaggio, regia di Carlo Vanzina.

## Edizioni
- Alberto Ongaro, La partita, Longanesi, 1986,  p. 265, ISBN 88-304-0566-3.
- Alberto Ongaro, La partita, Tascabili Marsilio, Marsilio Editori, Venezia, 1998,  p. 265, ISBN 88-317-7042-X.